# Sibogasyrinx archibenthalis
Sibogasyrinx archibenthalis is een slakkensoort uit de familie van de Cochlespiridae. De wetenschappelijke naam van de soort is voor het eerst geldig gepubliceerd in 1969 door Powell.